# Leslie Heráldez
Leslie Eduardo Heráldez Sevillano (ur. 30 marca 1993 w Colón) – panamski piłkarz występujący na pozycji ofensywnego, środkowego lub defensywnego pomocnika, reprezentant Panamy, od 2024 roku zawodnik wenezuelskiego Caracas.

## Kariera klubowa
Heráldez jest wychowankiem krajowego potentata – klubu CD Árabe Unido. Do pierwszej drużyny został włączony przez szkoleniowca Jaira Palaciosa i w Liga Panameña zaczął występować w wieku osiemnastu lat. W jesiennym sezonie Apertura 2012 wywalczył z Árabe tytuł mistrza Panamy, sam pełnił rolę głównie rezerwowego; wystąpił jedynie w trzech spotkaniach. Regularniej zaczął się pojawiać na boiskach dopiero dwa lata później; w wiosennym sezonie Clausura 2015 jako ważny gracz w taktyce trenera Sergio Guzmána zdobył kolejne mistrzostwo Panamy. Pół roku później – w sezonie Apertura 2015 – zanotował z Árabe kolejny tytuł mistrzowski, natomiast po raz czwarty mistrzostwo Panamy wywalczył w sezonie Apertura 2016. Podczas rozgrywek Clausura 2017 osiągnął natomiast z ekipą z miasta Colón tytuł wicemistrza kraju, często pełnił jednak rolę rezerwowego.
Kluczowym zawodnikiem Árabe został dopiero po tragicznej śmierci swojego kolegi klubowego, występującego na tej samej pozycji Amílcara Henríqueza. W sezonie Apertura 2017 zdobył drugi z rzędu tytuł wicemistrza Panamy.

## Kariera reprezentacyjna
W lipcu 2017 Heráldez został powołany przez selekcjonera Hernána Darío Gómeza do seniorskiej reprezentacji Panamy na Złoty Puchar CONCACAF. Tam 15 lipca w wygranym 3:0 meczu fazy grupowej z Martyniką zadebiutował w dorosłej kadrze. Ogółem podczas tych rozgrywek wystąpił w dwóch z czterech możliwych spotkań (w obydwóch po wejściu z ławki), zaś jego drużyna odpadła wówczas w ćwierćfinale, ulegając Kostaryce (0:1).